# Palazzo Pasolini
Der Palazzo Pasolini, auch Palazzo Pasolini dall’Onda, ist ein Palast aus dem 16. Jahrhundert in Faenza in der italienischen Region Emilia-Romagna. Er liegt in der Via Severoli 31, an der Ecke zur Via Pistocchi. Ende des 18. Jahrhunderts wurde er vom Architekten Giuseppe Pistocchi umgebaut und 1818 von Felice Giani mit Fresken ausgemalt; seine Fassade wurde 1875 neu gestaltet. Heute hat er das Aussehen eines Palastes aus dem 19. Jahrhundert.

## Geschichte
Mitte der 1990 wurden bei Grabungen in der Nähe des Palastes (im Block zwischen Corso Mazzini, Via Zanelli, Via Severoli und Via Pistocchi) Reste eines römischen Hauses gefunden, dessen Zimmerböden mit Mosaik gepflastert waren. Dank der Untersuchung der gefundenen Materialien war es möglich, die Entwicklung von Gebäuden und Wohnbauten der Gegend seit dem 2. Jahrhundert v. Chr. bis zum Mittelalter zu rekonstruieren.
Der Kern des Gebäudes stammt aus dem 16. Jahrhundert, dessen architektonische Eigenheiten man vor allen Dingen im Eingangssalon erkennt.
Vor dem Verkauf Mitte der 1850er-Jahre gab es in dem Palast eine reiche Sammlung von Majolikas, Kunstwerken, Gemälden und Münzen, die dem Grafen Ferdinando Pasolini dall'Onda gehörte. Dieser Graf beauftragte 1818 Felice Giani mit der Ausschmückung von vier Sälen. Infolge kriegerischer Konflikte ging fast das gesamte Werk Gianis verloren, mit Ausnahme zweier Säle, die später restauriert wurden.
Später, 1875, wurde die Fassade (projektiert von Achille Ubaldini) anlässlich der Heirat des Grafen Nicola Pasolini dall’Onda mit Markgräfin Amalia Lalatta neugestaltet. Der Stil der Fassade, in der das große Portal mit Bossenwerk erhalten wurde, ist eklektisch.
Der Palast wurde bis 1927 ununterbrochen von der Adelsfamilie Pasolini dall’Onda bewohnt. Nach dem Zweiten Weltkrieg kaufte ihn die Kommunistische Partei Italiens.

## Familie
Bis 1927 lebte die Adelsfamilie Pasolini dall’Onda, die aus Cotignola stammte, aber deren Zweige zwischen Ravenna, Cesena und Faenza aufgeteilt waren. Der erste Kern der Pasolinis in Faenza wohnte in den ersten Jahren des 16. Jahrhunderts in der Via Severoli. Ein anderer Familienzweig spaltete sich ab und bildete den Ursprung der Pasolini-Zanellis, die sich durch nachfolgende Verwandtschaftsbeziehungen wieder mit den Pasolinis aus Cesena vereinigten.
Ende des 18. Jahrhunderts stachen einige Persönlichkeiten der Familie hervor, darunter der Graf Nicola Pasolini, der die Markgräfin Amalia Lalatta aus Parma heiratete, und deren Sohn Ferdinando, ein bedeutender Literat, Mitglied verschiedener Akademien und Experte für Archäologie, der eine bemerkenswerte Sammlung von Majolikas zusammentrug und darüber hinaus eine reiche Bibliothek, die allerdings später verlorenging.
Ferdinando Pasolini heiratete die Gräfin Orsola Rondinini, die dank ihrer zahlreichen Schwestern und ihrer Mutter Teresa Rondinini, enge Verwandtschaftsbande mit dem Patriziat des Faenza des 19. Jahrhunderts verband. Diese Ehe verband ihn mit der Familie Rondinini, die für ihre liberalen Ideen bekannt war, und er stimmte zu, geheime, patriotische  Treffen der Zeit in seinem Palast abzuhalten.
1849 heiratete ihr einziger Sohn, Graf Benvenuto Pasolini, die Gräfin Pazienza Laderchi, die zur bekanntesten liberalen Familie des örtlichen Patriziats gehörte. Ferdinando Pasolini hatte sich mit seiner sehr reichen Sammlung so sehr dem persönlichen Ruin genähert, dass sein Sohn ihm die Fortführung verbieten musste.
Er hatte auch eine Tochter, Orobola, die in die Familie Canestri Trotti aus Forlì einheiratete.
Benvenuto Pasolini war der letzte männliche Nachkomme der Familie. Anders als sein Vater zogen ihn die praktischen Aspekte des Lebens eher an. Ihm ist die Einführung des mechanischen Dreschens in die Landwirtschaft der Region zu verdanken. Er starb 1871 und hatte eine einzige Tochter, Orsola, die den Grafen Dionigi Zauli Naldi heiratete und jung zur Witwe wurde. Orsola starb 1927 als letztes Mitglied des Adelshauses.

## Architektur

### Die Umbauten durch Giuseppe Pistocchi
Der Kern des Palazzo Pasolini dall’Onda stammt aus dem 16. Jahrhundert; im Eingangssalon erkennt man dies noch an der Gewölbedecke und an den steinernen Portalen. Mit den Umbauarbeiten, die Giuseppe Pistocchi zwischen 1780 und 1790 durchführte (der fünfte Auftrag, den er in Faenza erhielt), entstanden eine doppelte Loggia, die zum Hof hin offen war, und eine Monumentaltreppe zum ersten Obergeschoss. Während die toskanischen Säulen des Erdgeschosses vermutlich den bereits existierenden aus dem alten Palast aus dem 16. Jahrhundert entsprachen, ist die obere Reihe mit ihren ionischen Säulen und dem darüber angebrachten, nackten Gebälk von Pistocchi, wie ein Brief des Architekten bezeugt, der die Kosten der „kompletten Säulen für die obere Loggia“ aufführt. Wegen der Schäden durch den Ersten Weltkrieg ist es schwierig, das gesamte Werk ‚‚Pictocchis‘‘ im Treppenauge zu sehen.

### Die Fassade von Achille Ubaldini
Der Stil der Fassade (die anlässlich der Hochzeit des Grafen Nicola Pasolini dall’Onda mit Markgräfin Amalia Lalatta erneuert wurde), bei der das großartige Portal mit Bossenwerk erhalten blieb, ist eklektisch. Die Fassade wurde 1875–1880 vom Bauingenieur Achille Ubaldini projektiert und realisiert. Die Eklektik Ubaldinis ordnet sich zwischen der Wiederherstellung von Elementen aus dem 16. Jahrhundert und dem neugotischen Romantizismus ein, belebt durch die unvermeidliche Präsenz der plastischen Zierelemente in Terrakotta und Stuck. Über den erhaltenen Elementen aus dem 16. Jahrhundert, wie den gerippten Öffnungen mit Bossenwerk in der Fassade des unteren Geschosses gibt es durch die Büsten der „ruhmreichen Zivilisten aus Faenza“, die am Bogen jedes Fensters eingesetzt sind, einen Bezug zu den Erinnerungen an die Heimat. Die Büsten wurden von ‚‚Giovanni Collina Graziani‘‘ modelliert.

### Die Säle, die von Felice Giani ausgeschmückt wurden
Der Graf Ferdinando Pasolini dall’Onda (ein passionierter Archäologe und Numismatiker, der eine Sammlung hatte, die auch aus sehr vielen Majoliken bestand, aber durch den Verkauf 1852 auseinandergerissen wurde) beauftragte 1818 Felice Giani mit der bildlichen Ausschmückung vierer Säle, wobei „Episoden aus den Taten des Aeneas“ abgebildet werden sollten; Giani arbeitete mit dem Maler Gaetani Bertolani zusammen. Später ließ Benvenuto Pasolini dall'Onda, der Sohn von Ferdinando, von Architekten Achille Ubaldini das heutige Aussehen des Palastes schaffen.
In den letzten kriegerischen Konflikten gingen viele der Details des Palastes verloren, darunter auch ein ausgeschmückter Saal und ein weiterer, verputzter Saal; ein dritter Saal wurde mit einer Decke versehen, nur im vierten Saal sind die ursprünglichen Ausschmückungen erhalten, wurden aber vom Rauch geschwärzt. Dank der Restaurierungsarbeiten wurden die Dekorationen des zweiten Saales mit den „Geschichten von Aeneas und Dido“ und des dritten Saales (durch Ausbau der Unterdecke) mit „Geschichten des Krieges von Troja“ wiederhergestellt.

#### Saal derGeschichten des Krieges von Troja
Der Saal ist kreisrund und hat eine Kuppel, die im Wesentlichen mit Rauten und Rosetten verziert ist. Diese Verzierung war lange Zeit nicht bekannt und wurde mit dem Abriss einer Zwischendecke wiederentdeckt, die die Malereien von Giani verdeckt hatte. In der Mitte befindet sich – fast nicht lesbar – das Rundgemälde mit Aeneas, der Dido über den Fall von Troja erzählt, umgeben von dem Spruch Infandum regina iubes renovare dolorem (dt.: Die eigenartige Königin bittet dich, den Schmerz zu erneuern). Die Erzählung hat mit dem Versuch Laokoons begonnen, die Trojaner davon abzubringen, das Pferd ins Innere der Mauern von Troja zu ziehen und endet mit der Flucht Aeneas‘ aus der brennenden Stadt.
Vier Gemälde sind am Umfang der Kuppelbasis angebracht; sie zeigen folgende Episoden: „Laokoon und das hölzerne Pferd“ mit der Inschrift „Vertraut mir euer Pferd an / was auch immer es ist, ich fürchte die Danaer und ihre Geschenke“; „Das hölzerne Pferd passiert die Mauern von Troja“ mit der Inschrift „Die tödliche Maschine überwindet die Mauern / der Ursprung der Waffen“; „Tod des Priamos“ mit der Inschrift „Dann sollst du diese Dinge und die Botschaft den mit Fell Geborenen überbringen“; „Flucht des Aeneas mit Anchises und Ascanio aus Troja“ mit der Inschrift „Also achte auf dich, Vater, legt es mir um den Hals / ich selbst werde es auf den Schultern tragen und die Arbeit wird mich nicht belasten“. Die Szenen zeigen das Epos von Troja, indem sie die Verse bildlich übersetzen.

#### Saal derGeschichten von Aeneas und Dido
Die Szenen sind inspiriert vom 4. Buch der Aeneis und heben sich heute von einem weißen Putzhintergrund ab, der die ursprüngliche dekorative Textur fast vollständig bedeckt. Die Szenen sind in achteckigen Fächern dargestellt und zeigen: „Dido opfert den Göttern“, „Dido und Aeneas in der Höhle“, „Merkur erscheint Aeneas“ und „Dido versucht, Aeneas zurückzuhalten“. Leider ist ein großer Teil Zierfeldes an der Decke verlorengegangen.

## Die Majoliken des Palazzo Pasolini
Vor der Zerstreuung durch den Verkauf im Jahre 1852 beherbergte der Palast eine Sammlung von etwa 500 Majoliken, die alle der Graf Ferdinando Pasolini dall’Onda zusammengetragen hatte.
Die Werke stammten nicht nur von Fabriken aus Faenza; es gab auch Stücke aus Urbino, Pesaro und Castello. Enthalten waren Teller, Vasen, Flaschen und darüber hinaus Gemälde in verschiedenen Größen. Neben den Majoliken gab es dort auch Kunstwerke, Bronzen, Münzen, Medaillen und Medaillons.
Das älteste Stück der Sammlung war ein großes Medaillon mit dem Namen Jesu in der Mitte in gotischen Lettern geschrieben, umgeben von Laub und Ornamentik; es wird auf 1475 datiert.
Es gab dort auch Werke, die von Künstlern, wie Mastro Giorgio (Giorgio Andreoli, Töpfer aus Gubbio), Francesco Xanto Rovigino (Töpfer aus Urbino) und Baldassare Manara (Töpfer aus Faenza) signiert waren. Es waren 11 Werke von Mastro Giorgio und sie unterscheiden sich durch den Gebrauch der Farben Schillerndes Gelbgold, Hellrot, Kupfer und Silber. Insbesondere war da eine Majolika, die eine Ratte mit einer Frau zeigt, zumal es den ausgeschriebenen Namen „M.° GIORGIO“ trägt, ein einzigartiges Stück unter den Werken des Künstlers. Aus den Händen von Xanto gab es 29 Stücke, von denen 17 mit einem oder mehreren Initialen seines Namens und seiner Heimat (Arbeit aus Urbino) versehen war. Seine Unterschrift ist normalerweise Fra. X. R. oder F.X.R. Besonders ist eine kleine Tasse mit Malereien von Dädalus und Ikarus im Flug, wobei Ikarus gerade abstürzt. Unter den beiden sieht man den personifizierten Fluss Eridian. Einzigartig ist die Bezeichnung Avello, was die Bedeutung des Anfangsbuchstabens „A“ verrät, den man an anderen Tellern findet. Obwohl der Künstler oft diesen Nachnamen oft weggelassen hat, sind diese Werke sicherlich von ihm, was durch die geographische Bezeichnung, die Farben und die Machart zu erkennen ist.
Bemerkenswert sind die Majoliken, die das Jahr, die Stadt und den Namen des Künstlers tragen. Ein Beispiel dafür ist ein Werk von Baldassare Manara aus Faenza. Es handelt sich um ein Medaillon mit einem berittenen Krieger, auf dem das Jahr (1536), die Herkunft (Faenza) und der Name des Künstlers vermerkt sind.
Zwei Schalen unterscheiden sich durch die Widmung, eine bildet die Tat von Muzio Scevola ab und die andere den Kaiser Trajan zu Pferde mit Gefolge, beide mit Widmung, die ihre Zugehörigkeit zum Geschenk des Fürsten von Urbino, Guidobaldo II., an Frater Andrea da Volterra bezeugt.
Diesen Arbeiten folgen weitere aus dieser Zeit der Dekadenz, die die ersten Versuche zum Fortschritt zeigen. Dieser Trend setzte sich im Königreich Neapel fort, besonders dank der Familie Grue, für die die Künstler im 17. und 18. Jahrhundert arbeiteten. Davon gibt es zwei Stücke in der Sammlung der Werke: Ein Gemälde in rechteckiger Form, das Moses darstellt, wie er die Tafeln dem jüdischen Volk zeigt (eine Zusammenstellung, die aus über 50 Figuren besteht), und sechs Bestecke aus vergoldetem Metall mit Griffen aus grüner Majolika und Löffeln ganz aus Majolika.

## Das römische Haus des Palazzo Pasolini
Zwischen Ende 1994 und Anfang 1995 hat die Soprintendenza per i Beni Archeologici dell’Emilia-Romagna in Faenza ein großes, römisches Haus aus der Zeit des Kaisers Augustus mit Mosaikböden, mehrfarbigem Marmortafeln und architektonischer Wanddekoration – leider nur in fragmentarischem Zustand – ans Licht gebracht. An der Qualität der Mosaikpflasterung lässt sich ersehen, dass das Haus sicherlich einer Familie gehobenen, sozialen Rangs und bemerkenswerter, wirtschaftlicher Möglichkeiten gehört hat.
Aus den archäologischen Untersuchungen und dem Studium der Materialien ist es möglich, die Geschichte des Viertels von 2. Jahrhundert v. Chr. bis ins Mittelalter zu rekonstruieren. Das Gebiet, das mitten im historischen Zentrum liegt, diente zuerst als Gewerbegebiet und dann, ab der ersten Kaiserzeit, als Wohngebiet. Später gab es dort eine Zeit des Niedergangs, der jedoch nie zur vollständigen Aufgabe des Areals führte.

### Die Nutzungsphasen des Gebietes des römischen Hauses
Die erste Nutzungsphase des Gebietes, die als leerer Platz gekennzeichnet ist, ist auf die Zeit zwischen der zweiten Hälfte des 2. Jahrhunderts v. Chr. und die erste Hälfte des 1. Jahrhunderts v. Chr. zu datieren. Der Bereich kann dank des Vorhandenseins zwei wiederholt ausgetretenen Bodenschichten als dauerhaft genutzt angesehen werden.
Eine zweite Nutzungsphase umfasste die Zeit von der ersten Hälfte bis zum Ende des 1. Jahrhunderts v. Chr., während der es auf dem Gebiet handwerkliche Tätigkeit und Produktion gab. Die mehrfach erneuerten Bodenschichten sind aus einfacher, festgetretener Erde. Es gibt drei Löcher regelmäßiger Form, eines nach dem anderen.
Später, um das Zeitalter des Kaisers Augustus, wurde auf dem Gelände ein Haus errichtet. Diese Zeit umfasst eine erste Phase von Vorbereitungs- und Regulierungsarbeiten des Gebietes etwas vor der Errichtung des Gebäudes.
Man hat drei Räume gefunden: Von Westen nach Osten gibt es einen ersten Raum mit festgetretener Erde, der zweite Raum hat einen Boden aus Kieselsteinen; diese Räume sind durch eine Mauer getrennt. Der dritte gefundene Raum hat einen Teil des Bodens in Mosaik und ist im Westen mit einer Mauer abgeschlossen.
Zwei dieser Räume zeigen „arme“ Böden aus festgetretener Erde oder Kieseln, aber gleichzeitig gab es Mosaike von bemerkenswertem Rang.
Der östliche Teil war vermutlich mit einem offenen Raum bedeckt, der als Vorhalle oder Vordach diente. In diesem Gelände gibt es eine Reihe von Löchern. Eines von ihnen enthielt eine große Zahl von gereinigten Keramiken, darunter Abfälle von Bearbeitungen und vergrauter Ton, was auf einen Ofen in der Nähe hinweist. Weitere zwei Löcher beherbergten einige Krüge aus gewöhnlicher, gereinigter Keramik und sie scheinen absichtlich dort platziert worden zu sein, da der Durchmesser eines Kruges wenig kleiner als der des Loches ist, ein Detail, das annehmen lässt, dass er „auf Maß“ gefertigt wurde.
Nach Umbauten und Erweiterungen erreichte das Haus seine definitive Form um das Ende des 1. Jahrhunderts v. Chr. Von den Räumen blieb nur der dritte in seiner ursprünglichen Form, während der erste und der zweite Raum in einem großen Repräsentationsraum umgewandelt wurden, wobei die Mauer, die die beiden Räume teilte, abgerissen wurde. Der Boden des Saales besteht aus Opus sectile und kann auf die flavische Zeit datiert werden. Es wurde ein vierter Raum geschaffen, dessen Boden mit weißem und schwarzem Mosaik belegt war und der das östliche Gebiet einschloss, das vorher vermutlich ein Außenraum war.
Zwischen dem Ende des 2. Jahrhunderts n. Chr. und der Aufgabe des Hauses gab es noch einige kleinere Eingriffe der Restaurierung und Veränderung, die das Haus betrafen, insbesondere in dem Raum, dessen Boden mit Opus sectile belegt war; diese These wird durch das Vorhandensein von Bodensubstrat aus Fragmenten von ‚‘Iasos‘‘-Marmor bestätigt, der erst Ende des 2. Jahrhunderts n. Chr. importiert wurde.
Die Aufgabe des Hauses ist auf die Zeit zwischen dem Ende des 4. Jahrhunderts n. Chr. und dem 5. Jahrhundert n. Chr. zu datieren. Der westliche Bereich wurde geplündert und kurze Zeit später folgten auch die anderen Teile des Hauses. Nach Aufgabe und Plünderung des Geländes des Hauses blieb eine Leerstelle in dem Stadtviertel zurück.
Vom Ende des 5. Jahrhunderts n. Chr. bis in die erste Hälfte des 7. Jahrhunderts n. Chr. wurden Verfüllungsschichten mit keramischen Fragmenten über das Gelände verteilt, die auf diese Zeit zu datieren sind, und in der Spätantike wurde auf dem Gelände ein großer Graben ausgehoben, der als Müllablade- und Bestattungsplatz diente. Das Gebiet war vermutlich ab dem Mittelalter erneut bewohnt; es wurden ein Brunnen und eine Mauer aus Kieselsteinen, sowie später drei Getreidegruben, gebaut. Danach wurde im Laufe des 16. Jahrhunderts in diesem Bereich ein großes Vordach installiert, was man an den Gruben für vier große Pfeiler erkennen kann.